# Nemesis (Resident Evil)
Nemesis, conosciuto anche come il Persecutore (Pursuer in originale), è un personaggio immaginario della serie Resident Evil. È uno dei mostri più iconici del franchise e fa la sua prima comparsa nel terzo capitolo.

## Storia
Il suo nome deriva dalla dea greca Nemesi. Viene definito l'incarnazione dell'odio della Umbrella nei confronti della S.T.A.R.S. Con l'intento di distruggere ed eliminare ogni prova o testimone che avrebbe potuto rivelare i retroscena riguardanti la corporazione, la fazione europea della Umbrella Corporation decise di inviare il gigante a Raccoon City, con obiettivo primario di eliminare qualsiasi agente rimasto del corpo speciale S.T.A.R.S..
Su richiesta dei capi della misteriosa organizzazione per cui lavora, Albert Wesker, operando nell'ombra, riesce a carpire diverse informazioni su di lui, soprattutto nelle fasi di combattimento. La sua prima apparizione avviene all'esterno del dipartimento di polizia di Raccoon City dove ucciderà brutalmente Brad Vickers e inizierà una perpetua caccia a Jill. Lo si incontrerà in diverse parti del gioco: nella maggior parte delle volte lo scontro sarà evitabile, anche se il colosso inseguirà Jill anche in altri scenari fino al raggiungimento di una zona sicura.
Nemesis è il frutto dell'inserimento del parassita NE-alpha all'interno della colonna vertebrale di un Tyrant T-103.
Nel quinto romanzo della serie Resident Evil (Resident Evil - Nemesis di S. D. Perry), Nemesis non è l'unico Tyrant ad essere creato mediante il virus NE-alpha. Furono creati quattro Tyrant con nome in codice: Nemesis. Uno di loro fu capace di resistere al condizionamento del virus e tentò di ribellarsi, ma fu eliminato. Il Nemesis inviato a Raccoon City per eliminare i membri S.T.A.R.S fu il secondo.

### Ultimate Marvel vs. Capcom 3
Nemesis appare anche nel Crossover Ultimate Marvel vs. Capcom 3.
Il suo scopo rimane quello di eliminare i membri sopravvissuti della squadra S.T.A.R.S., quindi di eliminare Chris Redfield, Jill Valentine e Albert Wesker. Si scontrerà con Hulk, Zangief, Wolverine, Mike Haggar ed infine Dottor Destino.
Nel suo finale, il colosso si trova in un laboratorio insieme a Jill Valentine che decide di riprogrammarlo per farlo stare dalla sua parte.

## Aspetto fisico
Come tutti i Tyrant Nemesis si presenta come un uomo gigantesco, superando di gran lunga i normali zombie in altezza. Nemesis è anche più alto dei Tyrant comuni raggiungendo i 250 centimetri contro i 227 regolari. A differenza di tutti gli altri però non ha lineamenti facciali umani ed è privo dell'occhio destro. Indossa un cappotto nero adatto a contenere i suoi tentacoli, è calvo e indossa pantaloni e scarpe nere.

## Poteri e abilità
In quanto Tyrant le capacità che lo contraddistinguono dai normali zombie sono la sua maggior forza e resistenza fisica. È anche molto più forte di un Tyrant normale essendo forte all'incirca come una dozzina di essi. Secondo i suoi creatori Nemesis sarebbe abbastanza forte da poter fermare un treno in corsa e anche abbastanza resistente da non subire danni gravi. Ciò che lo distingue dagli altri Tyrant è la sua spiccata intelligenza. È infatti in grado di parlare e ubbidire agli ordini molto più rapidamente. Infine è molto veloce a dispetto dell'imponente stazza ed è in grado di correre fino a 26 chilometri orari.

## Mutazioni
Durante lo svolgersi delle vicende a Raccoon City, Nemesis subisce alcune mutazioni.
La forma base di Nemesis è caratterizzata da un impermeabile limitatore nero, che fungeva sia da protezione ai proiettili, sia come contenimento del corpo del mostro, facendo però da inibitore delle sue vere potenzialità. Era equipaggiato con un lanciarazzi ed aveva dei tentacoli nella mano destra che trasmettevano il Virus T al nemico.
Dopo lo scontro nei giardini della torre dell'orologio, Nemesis, sconfitto da Jill, si accascia tra le fiamme e subisce la sua prima mutazione dopo essere stato danneggiato in modo significativo.
Nella seconda forma di Nemesis si nota l'assenza dell'impermeabile: ciò non limita più il mutare del corpo del mostro. Il corpo di Nemesis aumenta le sue dimensioni e si sviluppano dei tentacoli intorno alle mani che gli impediscono l'uso di armi. In compenso, però, era in grado di usare i tentacoli non solo per infettare il nemico, ma anche per immobilizzarlo, lanciarlo via o sbatterlo a terra.
All'interno della fabbrica abbandonata, Nemesis si scontra con Jill, la quale ha la meglio sul mostro servendosi di un sistema di condutture d'acido per sconfiggerlo. L'acido causa tremendi danni al mostro. Perde i tentacoli e gli arti e gli esplode la testa. Ma è straordinariamente ancora vivo. Seguendo Jill all'interno della fabbrica, Nemesis, ormai ridotto ad un ammasso di carne informe, si nutre di un altro Tyrant presente nella stanza della "Spada di Paracelso". Ha così avvio la seconda ed ultima mutazione del mostro.
La terza mutazione di Nemesis stravolge completamente la sua forma originaria: Gli arti persi nello scontro precedente vengono sostituiti da tentacoli, costringendo il mostro a camminare su quattro zampe, invece che due come in precedenza. Ciò limita la sua velocità. Il corpo si ingrossa in modo significativo e l'unica arma che ha per attaccare è un getto d'acido.

## Apparizioni
- Resident Evil 3: Nemesis
- Resident Evil: Survivor (cameo)
- Resident Evil: Survivor 2 Code: Veronica
- Resident Evil: The Umbrella Chronicles
- Resident Evil: Operation Raccoon City
- Resident Evil 3

## Altri media
- Nel videogioco Under the Skin
- Nel videogioco Marvel vs. Capcom 3: Fate of Two Worlds
- Nel videogioco Ultimate Marvel vs. Capcom 3
- Nel videogioco Project X Zone
- Nel romanzo Resident Evil - Nemesis di S. D. Perry
- Nel romanzo Resident Evil: Apocalypse di Keith RA DeCandido (inedito in italiano)
- Nel manhua Bio Hazard 3: Last Escape di Lee Chung Hing (inedito in italiano)
- Nel videogioco Marvel vs. Capcom: Infinite
- Nel videogioco Dead by Daylight

### Cinema
- Matt Addison, alias Nemesis, è l'antagonista secondario e antieroe del film Resident Evil: Apocalypse (diretto da Alexander Witt), interpretato dall'attore canadese Matthew G. Taylor.

## Apparizioni negli altri giochi
- In Resident Evil Survivor 2, Nemesis ha il ruolo di Boss nel caso il giocatore non riesca a completare il livello nel tempo predefinito. È invincibile, tranne nell'ultimo livello che si rivelerà il boss finale.
- In Resident Evil Umbrella Cronicles ha lo stesso ruolo che ha nel gioco originale, ma la storia è completamente stravolta. Darà la caccia a Jill e Carlos per tutto il dipartimento di Raccoon sarà ucciso sulla cima del dipartimento.
- Nel videogioco Under The Skin è il boss di un livello ambientato a Raccoon City.
- Nel picchiaduro Ultimate Marvel vs Capcom è un personaggio giocabile. Nel suo epilogo si trova in un laboratorio insieme a Jill che decide di riprogrammarlo per farlo combattere dalla sua parte.
- In Resident Evil Operation Raccoon City ha lo stesso ruolo nel gioco principale. In ordine cronologico la prima apparizione è nella campagna USS dove dovremmo riparare il Nemesis danneggiato dalla SPEC-OPS nella 4 missione. Dopo lo scontro con il boss non riapparirà più nella campagna USS. Il secondo incontro cronologico lo si ha nella campagna SPEC-OPS dove sta dando la caccia a Jill Valentine e il nostro compito sarà aiutare Jill a salvarsi dal mostro. Una volta salvata, lo si incontrerà altre 2 volte tra cui una come Boss finale della prima missione.
- Torna come personaggio giocabile in Marvel Vs. Capcom: Infinite.
- Appare come Killer nel videogioco Dead by Daylight

## Differenze tra videogioco e film
- Le origini di Nemesis nel videogioco sono del tutto sconosciute. Nel film è il risultato degli esperimenti eseguiti su Matt Addison dopo gli avvenimenti del primo film: Resident Evil, dove è stato infettato con un'artigliata da un Licker evoluto.
- Nel videogame, Nemesis possiede tentacoli con cui infetta le vittime trasmettendo il virus o le uccide iniettando acido; nel film è sprovvisto di entrambe queste abilità.
- Sia nel videogame che nel film, Nemesis è in grado di pronunciare solo la parola S.T.A.R.S. La pronuncia di altre parole è un'invenzione dell'adattamento italiano del film dove Nemesis legge in una specie di console di Status. Nella versione originale le statistiche non vengono lette.
- Nel film Nemesis è munito di ben 2 armi: mitragliatore (nella mano destra) e lanciarazzi (nella mano sinistra). Nel gioco Nemesis ha solo il lanciarazzi.
- Nel film, durante un combattimento corpo a corpo ingaggiato con Alice, Nemesis dimostra di saper far uso della Boxe. Nel gioco Nemesis non padroneggia alcuno stile di lotta, sfruttando invece la sua mostruosa potenza fisica.
- Il cranio di Nemesis appare molto più tozzo nel film: i suoi trapezi risultano più sviluppati e si attaccano più in alto sull'osso occipitale al punto da far sembrare che non abbia un collo. Nei videogame, tranne Resident Evil: Operation Racoon City, i suoi trapezi sono meno sviluppati e si può notare la presenza di un collo.
- Nel gioco Nemesis è molto più grande mentre nel film è alto quanto un essere umano normale.
- Nemesis subisce 2 mutazioni nel gioco. Nel film non ne subisce nessuna.
- Nel gioco Nemesis sarà l'antagonista principale per tutta la durata del gioco. Nel film negli ultimi minuti di vita del personaggio il mostro diventa buono.
- Nel gioco Nemesis verrà ucciso tramite la "Spada di Paracelso" (o comunque ucciso successivamente dai colpi di Magnum di Jill). Nel film sarà schiacciato da un elicottero che gli precipita addosso per proteggere Alice.